# Calliandra gilbertii
Calliandra gilbertii är en ärtväxtart som beskrevs av Mats Thulin och Asfaw. Calliandra gilbertii ingår i släktet Calliandra och familjen ärtväxter. Inga underarter finns listade i Catalogue of Life.